# Orange RDC
Orange RDC, anciennement Congo Chine Télécoms (CCT), est une entreprise de télécommunications en République démocratique du Congo, filiale du groupe français Orange.

## Histoire
À l'origine issu de la collaboration entre la Chine et le Congo, la compagnie Congo Chine Télécoms ouvre son réseau en décembre 2001. Les actionnaires de CCT étaient ZTE (51 %) entreprise chinoise fournissant du matériel de télécommunication (y compris pour CCT), et l'État congolais (49 %).
La compagnie est composée d’une centaine d’employés. Le réseau fonctionne en 900 et 1800 MHz.
En 2007, CCT a lancé sur le marché le "Kit A12+", comportant un ensemble de versions de menu régionalisés dans les cinq des langues de la RDC -  le lingala, le tchiluba, le français, le kikongo, et le swahili.
En octobre 2008, le nombre d'abonnés atteignait 1 million.
En 2009, un nouveau terrain est acquis pour l'établissement du futur siège ainsi que pour les installations techniques. Aussi le nombre d'abonnés atteindrait 1,8 million.
Le 20 octobre 2011, Stéphane Richard, PDG d'Orange, annonce l'acquisition de 100 % du groupe. 
Le 5 décembre 2012, CCT devient officiellement Orange RDC.
En Avril 2016, le groupe annonce le rachat de l'une de ses compagnies concurrente Tigo RDC.

### Évolution du logotype

Logo de Congo Chine Télécoms jusqu'au 2 décembre 2012.
Logo de Orange RDC depuis le 2 décembre 2012.